# Coudun
Coudun est une commune française située dans le département de l'Oise, en région Hauts-de-France.
Ses habitants sont appelés les Coudunois et les Coudunoises.

## Géographie

### Description

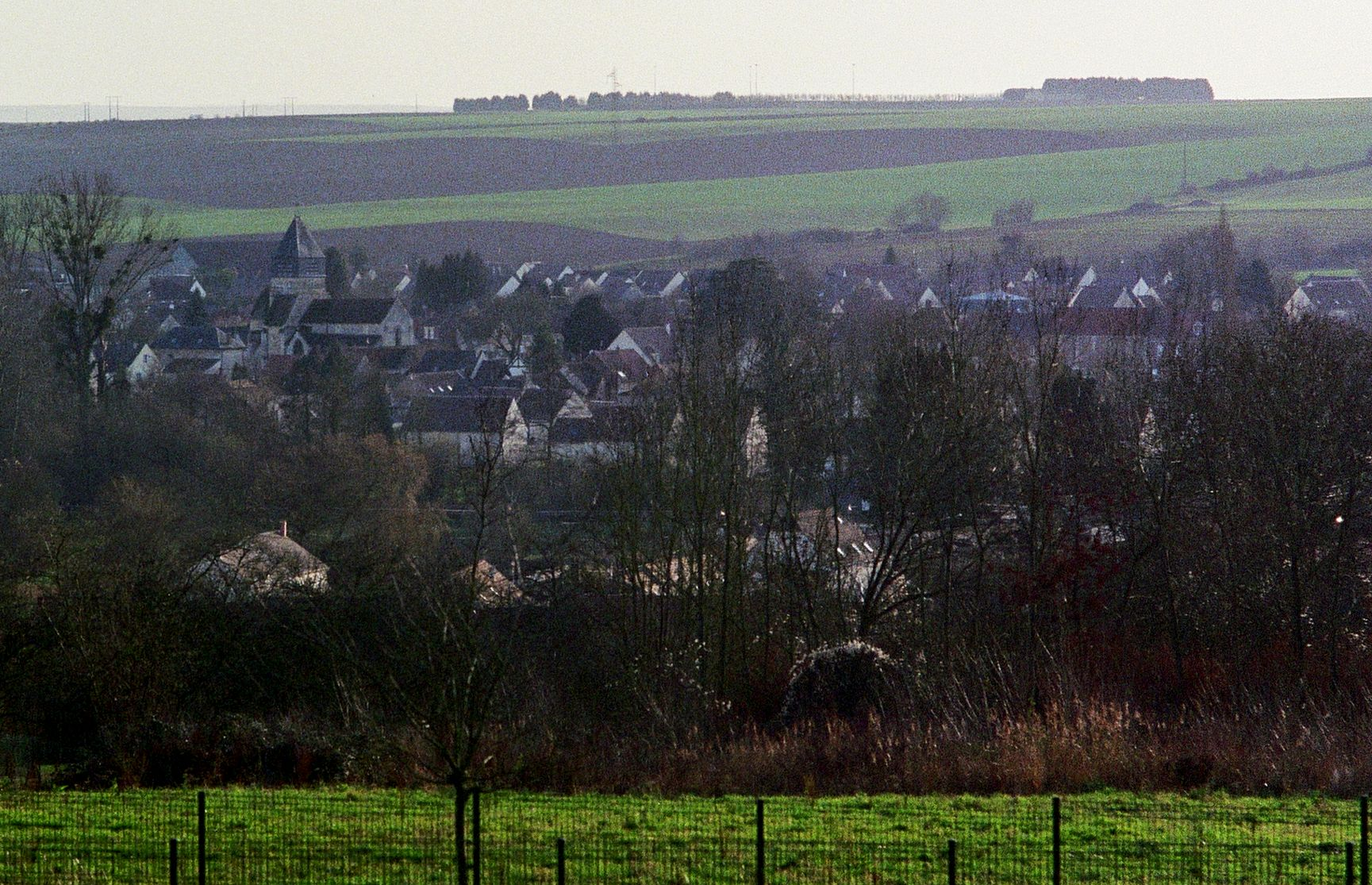
Vue générale - Sud.

Coudun est située dans la vallée de l'Aronde au pied du flanc nord-ouest du mont Ganelon, en amont et en aval du village, la rive gauche de l'Aronde est constituée de zones humides plantées en peupleraies qui bordent les pentes boisées du mont Ganelon, à l'ouest les coteaux sont recouverts par des terres agricoles qui s'étendent jusque sur le plateau de Margny les Compiègne et le carrefour des Sept-Voies.
Entre l'Aronde et le mont Ganelon passe la RN 1032, empruntant au nord du mont Ganelon, l'antique passage des chemins de barbarie. Aucun accès à cette voie rapide n'existe  pour desservir directement la commune, qui en subit les nuisances mais n'en tire aucun profit économique au service de son développement industriel et commercial.
Coudun est à 5 km au nord de Compiègne.

### Communes limitrophes
Les communes limitrophes sont Baugy, Bienville, Braisnes-sur-Aronde, Clairoix, Giraumont, Longueil-Annel, Margny-lès-Compiègne et Villers-sur-Coudun.
| Braisnes-sur-Aronde | Villers-sur-Coudun   | Giraumont      |
| Baugy               | Coudun               | Longueil-Annel |
|                     | Margny-lès-Compiègne | Bienville      |

### Hydrographie

#### Réseau hydrographique
La commune est située dans le bassin Seine-Normandie. Elle est drainée par l'Aronde et le fossé 01 de la commune de Coudun,,.
L'Aronde, d'une longueur de 26 km, prend sa source dans la commune de Montiers et se jette  dans l'Oise (rive gauche) à Clairoix, après avoir traversé 13 communes. Les caractéristiques hydrologiques de l'Aronde sont données par la station hydrologique située sur la commune de Clairoix. Le débit moyen mensuel est de 1,17 m3/s. Le débit moyen journalier maximum est de 4,73 m3/s, atteint lors de la crue du 3 février 1995. Le débit instantané maximal est quant à lui de 4,75 m3/s, atteint le même jour.

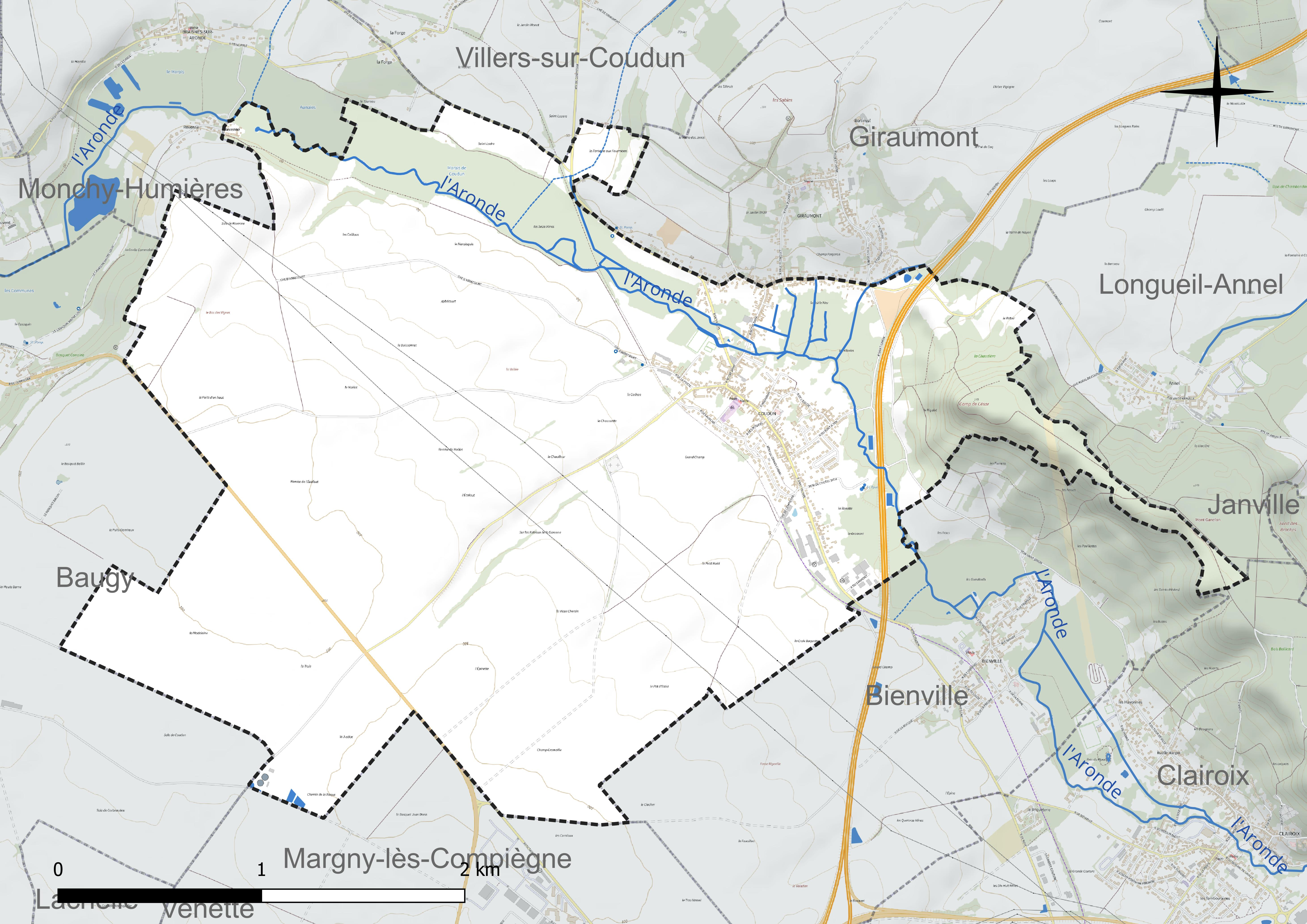
Réseau hydrographique de Coudun.

#### Gestion et qualité des eaux
Le territoire communal est couvert par le schéma d'aménagement et de gestion des eaux (SAGE) « Sensée ». Ce document de planification concerne un territoire de 789 km2 de superficie, délimité par trois bassins versants en totalité ou en partie (Aisne, Oise et Aronde). Le périmètre a été arrêté le 16 octobre 2001 et le SAGE proprement dit a été approuvé le 8 juin 2009, puis révisé le 27 novembre 2019. La structure porteuse de l'élaboration et de la mise en œuvre est le syndicat mixte Oise-Aronde.
La qualité des cours d'eau peut être consultée sur un site dédié géré par les agences de l'eau et l'Agence française pour la biodiversité.

### Climat
Pour des articles plus généraux, voir Climat des Hauts-de-France et Climat de l'Oise.
En 2010, le climat de la commune est de type climat océanique dégradé des plaines du Centre et du Nord, selon une étude du CNRS s'appuyant sur une série de données couvrant la période 1971-2000. En 2020, Météo-France publie une typologie des climats de la France métropolitaine dans laquelle la commune est dans une zone de transition entre le climat océanique et le climat océanique altéré et est dans la région climatique Nord-est du bassin Parisien, caractérisée par un ensoleillement médiocre, une pluviométrie moyenne régulièrement répartie au cours de l'année et un hiver froid (3 °C).
Pour la période 1971-2000, la température annuelle moyenne est de 10,7 °C, avec une amplitude thermique annuelle de 14,7 °C. Le cumul annuel moyen de précipitations est de 673 mm, avec 11,6 jours de précipitations en janvier et 8,8 jours en juillet. Pour la période 1991-2020, la température moyenne annuelle observée sur la station météorologique la plus proche, située sur la commune de Margny-lès-Compiègne à 4 km à vol d'oiseau, est de 11,2 °C et le cumul annuel moyen de précipitations est de 633,5 mm,. Pour l'avenir, les paramètres climatiques de la commune estimés pour 2050 selon différents scénarios d'émission de gaz à effet de serre sont consultables sur un site dédié publié par Météo-France en novembre 2022.
| Mois                                  | jan.          | fév.           | mars           | avril         | mai             | juin          | jui.          | août           | sep.          | oct.          | nov.             | déc.             | année     |
| ------------------------------------- | ------------- | -------------- | -------------- | ------------- | --------------- | ------------- | ------------- | -------------- | ------------- | ------------- | ---------------- | ---------------- | --------- |
| Température minimale moyenne (°C)     | 1,5           | 1,8            | 3,4            | 5,4           | 8,8             | 11,5          | 13,3          | 13,3           | 10,5          | 8,2           | 4,7              | 2,2              | 7         |
| Température moyenne (°C)              | 3,9           | 4,8            | 7,5            | 10,5          | 13,8            | 16,9          | 19            | 18,9           | 15,6          | 12            | 7,5              | 4,5              | 11,2      |
| Température maximale moyenne (°C)     | 6,4           | 7,9            | 11,6           | 15,5          | 18,8            | 22,2          | 24,7          | 24,6           | 20,7          | 15,9          | 10,3             | 6,9              | 15,5      |
| Record de froid (°C) date du record   | −15 07.01.09  | −10,3 07.02.12 | −10,4 13.03.13 | −4,8 07.04.21 | −0,6 07.05.1997 | 3,1 01.06.06  | 4,9 03.07.11  | 4,9 28.08.1998 | 0,5 30.09.18  | −4,6 28.10.03 | −10,4 24.11.1998 | −11,3 29.12.1996 | −15 2009  |
| Record de chaleur (°C) date du record | 14,8 09.01.15 | 19 27.02.19    | 25,1 31.03.21  | 27,5 19.04.18 | 30,6 27.05.05   | 35,5 18.06.22 | 41,5 25.07.19 | 39,2 12.08.03  | 34,8 15.09.20 | 28,2 01.10.11 | 20,2 06.11.18    | 16,4 07.12.00    | 41,5 2019 |
| Précipitations (mm)                   | 50,9          | 44,9           | 42,7           | 42,1          | 57,7            | 54,4          | 56,6          | 62,9           | 43,9          | 60,2          | 52,6             | 64,6             | 633,5     |

## Urbanisme

### Typologie
Au 1er janvier 2024, Coudun est catégorisée ceinture urbaine, selon la nouvelle grille communale de densité à sept niveaux définie par l'Insee en 2022.
Elle est située hors unité urbaine. Par ailleurs la commune fait partie de l'aire d'attraction de Compiègne, dont elle est une commune de la couronne,. Cette aire, qui regroupe 101 communes, est catégorisée dans les aires de 50 000 à moins de 200 000 habitants,.

### Occupation des sols

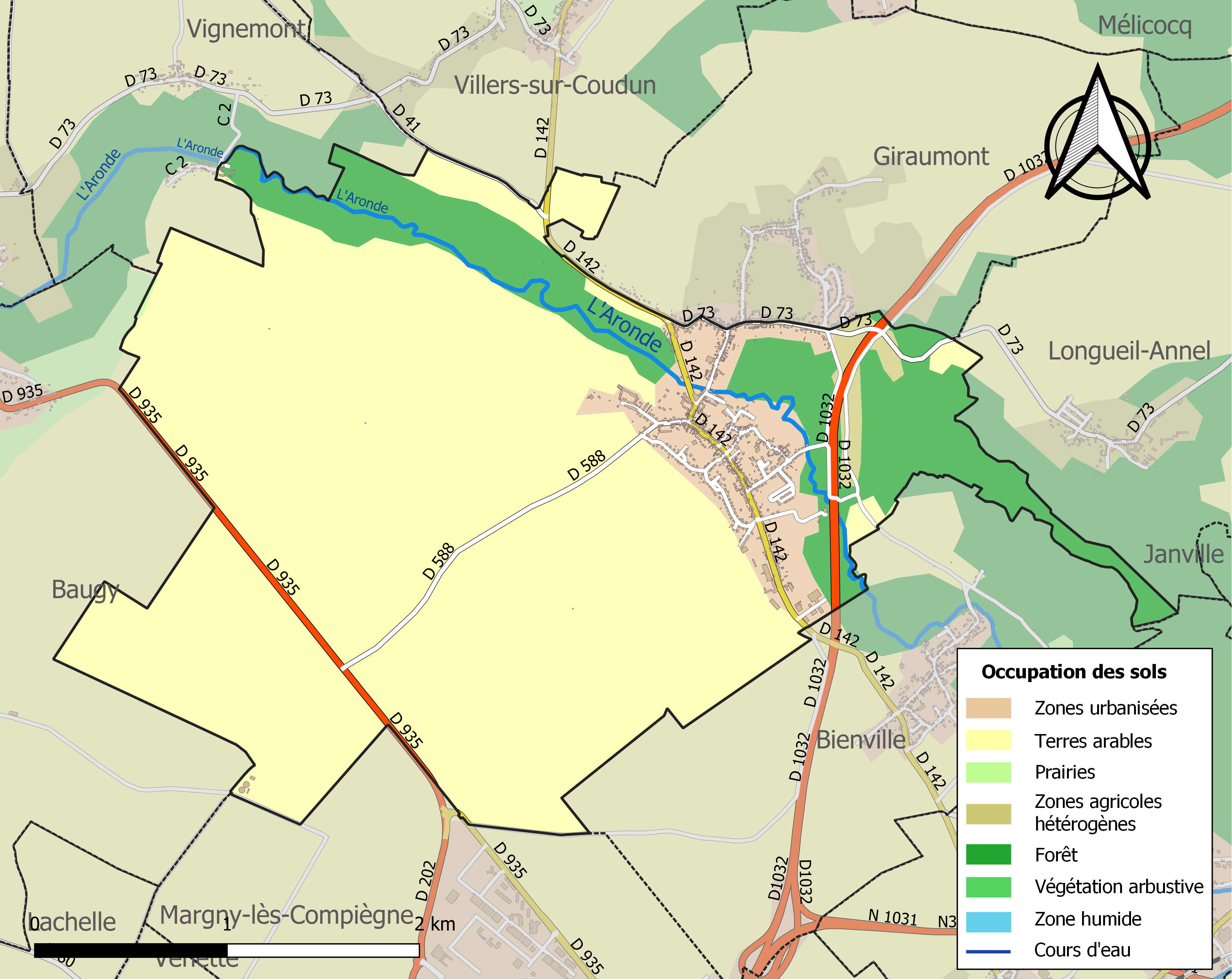
Carte des infrastructures et de l'occupation des sols de la commune en 2018 (CLC).

L'occupation des sols de la commune, telle qu'elle ressort de la base de données européenne d'occupation biophysique des sols Corine Land Cover (CLC), est marquée par l'importance des territoires agricoles (76,5 % en 2018), en diminution par rapport à 1990 (78,9 %). La répartition détaillée en 2018 est la suivante : 
terres arables (75,2 %), forêts (15,7 %), zones urbanisées (7,8 %), zones agricoles hétérogènes (1,3 %). L'évolution de l'occupation des sols de la commune et de ses infrastructures peut être observée sur les différentes représentations cartographiques du territoire : la carte de Cassini (XVIIIe siècle), la carte d'état-major (1820-1866) et les cartes ou photos aériennes de l'IGN pour la période actuelle (1950 à aujourd'hui).

### Lieux-dits, hameaux et écarts
Le hameau de Revenne situé à cheval sur les territoires de Coudun et de Braisnes-sur-Aronde est partiellement dépendant de Coudun.

### Habitat et logement
En 2018, le nombre total de logements dans la commune était de 508, alors qu'il était de 424 en 2013 et de 389 en 2008.
Parmi ces logements, 94,4 % étaient des résidences principales, 1,2 % des résidences secondaires et 4,4 % des logements vacants. Ces logements étaient pour 86,3 % d'entre eux des maisons individuelles et pour 13,7 % des appartements.
Le tableau ci-dessous présente la typologie des logements à Coudun en 2018 en comparaison avec celle de l'Oise et de la France entière. Une caractéristique marquante du parc de logements est ainsi une proportion de résidences secondaires et logements occasionnels (1,2 %) inférieure à celle du département (2,5 %) mais supérieure à celle de la France entière (9,7 %). Concernant le statut d'occupation de ces logements, 73,5 % des habitants de la commune sont propriétaires de leur logement (84,4 % en 2013), contre 61,4 % pour l'Oise et 57,5 pour la France entière.
| Typologie                                               | Coudun | Oise | France entière |
| ------------------------------------------------------- | ------ | ---- | -------------- |
| Résidences principales (en %)                           | 94,4   | 90,4 | 82,1           |
| Résidences secondaires et logements occasionnels (en %) | 1,2    | 2,5  | 9,7            |
| Logements vacants (en %)                                | 4,4    | 7,1  | 8,2            |

### Projets d'aménagement
L'ancienne voie ferrée de Compiègne à Roye-Faubourg-Saint-Gilles, désaffectée, doit être aménagée par l'intercommunalité entre Coudun et Villers-sur-Coudun d'ici 2024 en voie verte, en continuité de la section aménagée par l'Agglo de la région de Compiègne  à Clairoix.

### Voies de communication et transports
La commune est desservie, en 2023, par les lignes 654, 655 et 6311 du réseau interurbain de l'Oise.

## Toponymie
Le nom de la localité est attesté sous les formes Cosdunum (638). ; Cusdunum (657) ; Casdunus (936) ; de Cusduno (1147) ; Cusdun (1156) ; Cosdum castellum (1158) ; Cosdun (1165) ; castri Cosdunensis (1168) ; apud Cosdunum (1176) ; de coulduno (XIIe) ; Caldunum (1177) ; de Cosduno (1212) ; Cousdunum (1220) ; ad mensuram de cousdun (1204) ; Cudun (1220) ; apud Codunum (1228) ; Coldun (1230) ; Coldunum (vers 1230) ; de Couduno (1238) ; Coudun (1250) ; Coudunum (1255) ; Cousdun (1258) ; in Couduno (1263) ; Castrum Codunense dictum (XIIIe) ; Condum (XIIIe) ; de Coduno (XIIIe) ; de Coudunno (XIIIe) ; Condunum (1350) ; Codun (XIVe) ; Couldun (XVe) ; Condun (XVe) ; Coudun les Compiegne (XVe) ; Condin (XVe) ; Couldun (1682).
Le toponyme de Coudun remonte au gaulois *Coslodunon. Le premier élément coslo- désigne le « noisetier, le coudrier » tandis que la deuxième partie, dunon signifie « fort, forteresse, citadelle, enceinte fortifiée, mont, hauteur ».
Il a évolué en Cosdunum, cité pour la première fois dans la charte de Dagobert 1er en 638, il est encore d'usage dans les cartulaires de différentes abbayes aux XIIe et XIIIe siècles (St Martin de Tournai, Ourscamps ou Saint Yved de Braine). Les autres appellations cités par différents ouvrages, Cusdunum, Casdunum, Culdunum, que l'on trouve uniquement dans les actes de Clotaire III en 657 et Louis IV en 936, tous relatifs au même thème et inspirés par l'acte de Dagobert, sont issues  de copies effectuées aux XVIIe et XVIIIe siècles et ne doivent leur existence qu'à des erreurs de transcription.

## Histoire

### Antiquité

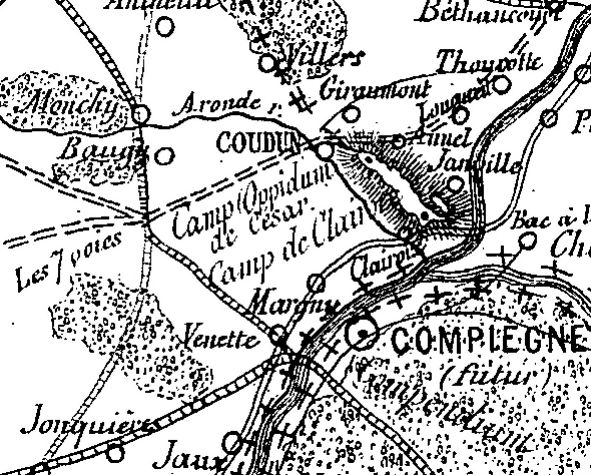
Chemins gaulois avant la conquête de César.

À l'époque gauloise, Coudun est située sur la frontière entre les territoires des Bellovaques, des Veromandiens et des Suessiones (rive gauche de l'Oise), c'est un point de passage important, situé à peu de distance du carrefour des Sept-Voies où se croisaient les principales voies de communication de la Gaule belgique.
Il est vraisemblable que le sommet du mont Ganelon (alt. : 149 m) qui surplombe la commune de Coudun (alt. : 43 m) ait été un oppidum gaulois ou à défaut un point de vigie tant sa situation géographique est stratégiquement essentielle au contrôle de la région.
Durant la période gallo-romaine, le site garda toute son importance stratégique, le plateau au sommet du mont Ganelon appelé Camp de César en garde la mémoire, la présence d'un camp romain au sud du mont sur le territoire de Clairoix est attestée par les fouilles effectuées dans les années 1800. Sur le territoire de Coudun, la présence d'une grande villa gallo-romaine est révélée par les recherches en archéologie aérienne de R. Agache.

### Moyen Âge
Le document le plus ancien mentionnant Coudun est une charte de l'abbaye de Saint-Denis de 638, par laquelle le roi Dagobert fait don à l'abbaye de Saint-Denis des  villages : Acuciaco (Aiguisy), Cosdunum (Coudun), Mediavillare (Moyenville), Magnovillare (Grandvillers-aux-Bois), Gellae (Jaux).
Cette donation est confirmée par Clotaire III en 657.
En 877, les terres de Coudun sont données par Charles le Chauve à l'abbaye Saint-Corneille de Compiègne lors de sa fondation. En 936, un acte de Louis IV d'Outremer prescrit la restitution à l'abbaye Saint-Corneille de ses biens spoliés par son prévôt Rothard, depuis nommé évêque de Meaux. Il y est indiqué que Rothard s'est approprié, entre autres, les terres bordant les deux rives et les droits de franchissement de l'Aronde et qu'il s'est fait construire un château fort à Coudun. On peut donc estimer  au début des années 900 la fondation de ce fief, en une période de grands désordres dus aux attaques des Normands (l'abbaye Saint-Corneille est détruite en 882, incendiée en 912 et 916, les Normands étaient à Noyon en 891-892 et en 925).
Rothard ne se plia pas à cette prescription, conserva les terres, fondant ainsi la lignée des seigneurs de Coudun. Ses descendants pour s'attirer les bonnes grâces de l'église firent quelques compromis ainsi qu'en atteste un acte de Hugues de Coudun vers 1092, pour la fondation d'un prieuré à Élincourt-Sainte-Marguerite par les bénédictins de Cluny.

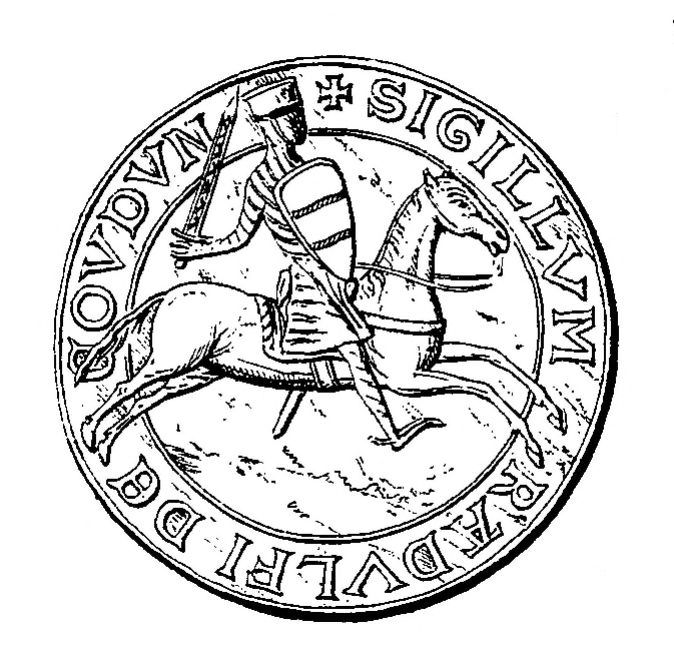
Sceau de Raoul de Coudun sur l'acte de 1166.

Les seigneurs de Coudun  tirent leur puissance du contrôle des droits de passage sur leur terre. En effet, ce territoire permet de  maîtriser le passage du mont Ganelon, par le nord à Coudun et au sud à Janville où le passage terrestre entre le mont Ganelon et l'Oise est le plus rétréci, les seigneurs de Coudun y tenaient un péage qui contrôlait la navigation sur l'Oise.
En 1166, Raoul de Coudun, chevalier et sire de Janville, accorde à l'abbaye Notre-Dame d'Ourscamp un droit de passage sur ses terres et à la navigation sur l'Oise pour le transport des produits utiles à la vie de l'abbaye mais en excluant les produits destinés à faire commerce, pour lesquels les droits devront être réglés. Cet acte sera confirmé par un de ses descendants Robers de Coudun, chevalier, sire de Jehanville et ses deux fils Hugo et Raoul en 1305.
La seigneurie de Coudun, faute de descendant mâle, s'éteint, ses terres passent dans la maison de Saint-Simon par le mariage vers 1260 de Béatrix de Coudun avec Simon de Saint Simon (La route qui longe le mont Ganelon entre Clairoix et Coudun porte le nom de voie Saint-Simon). En 1332, pour les mêmes raisons, les terres de Coudun passent dans la maison de Rouvroy par le mariage de Marguerite de Saint-Simon avec Matthieu de Rouvroy dit le borgne qui au décès de ses beaux-parents en 1337, hérite de la moitié des terres de Coudun.
À la suite de ces différentes successions, le titre de seigneur de Coudun se retrouve dans plusieurs maisons : 
- de 1334 à 1458, les Rouvroy de Saint-Simon (Jean I, Matthieu II, Gaucher) ;
- de 1334 à 1415, les De Raineval (Guillaume, Raoul II, Jean).

En mai 1430, lors de la capture de Jeanne d'Arc par les Bourguignons, au siège de Compiègne, le Duc de Bourgogne, Philippe le Bon, bivouaque à Coudun.
Au XVe siècle, Jean Sorel (ou Soreau) écuyer, seigneur de Coudun, (mort avant 1446), est le châtelain de Coudun, Il était marié à Catherine Tristan de Maignelais, fille de Jean Tristan de Maignelais (mort en 1462), châtelain de Verneuil-en-Bourbonnais, et de Marie de Jouy. De ce mariage sont issus cinq enfants, dont Agnès Sorel, favorite du roi Charles VII, qui donna naissance à trois filles, légitimées officiellement en tant que princesses de France et qui furent mariées à de grands seigneurs de la cour.

### Temps modernes
Vers 1580, les terres de Coudun sont rachetées par la famille d'Humières (Jacques?) et apparaissent dans la liste des fiefs de  Charles d'Humières, seigneur de [...], Monchy, Baugy et Coudun, gouverneur de Compiègne qui décède en 1595 sans descendance, sa sœur Jacqueline, héritière, épouse Louis de Crevant, les terres de Coudun font alors partie de la maison Crevant d'Humières jusqu'à la Révolution française.

#### Doyenné de Coudun
L'importance de Coudun se traduit aussi au niveau des institutions religieuses, dont elle était un des dix doyennés du diocèse de Beauvais. En 1630, on dénombre sur ce doyenné : 1 collégiale, 34 cures , 1 vicariat, 26 chapellenies, 1 une abbaye, 3 prieurés.
Coudun comportait deux paroisses : 
- Notre-Dame, la plus ancienne certainement, avec son église située à proximité du château, édifice de taille modeste si on s'en réfère au plan d'intendance de 1783. Elle sera détruite en 1794. Il n'en subsiste que peu de traces : la boulangerie rue Notre-Dame comporte, dans son angle, une niche abritant une statue de la Vierge.
- Saint-Hilaire, avec son église construite au XIIe siècle, au sud du village, classée Monument Historique en 1924. Elle renferme en son clocher une cloche datant de 1661, gravée COULDUN.

On y trouvait aussi un hôtel-Dieu, une léproserie Saint-Ladre et cinq chapelles :
Chapelle Beate Marie, Chapelle de Gardinis, Chapelle in domo domini Regneval, Chapelle Sancti animosii, Chapelle Sancti Pietri.
Tous ces édifices ont disparu, il ne reste que quelques noms de voies ou de parcelles cadastrales pour en perpétuer la mémoire (voirie de l'hôtel-Dieu, champ Saint Pierre (aujourd'hui dénommé la Renette) , vallée Saint-Ladre).

#### Le camp de Coudun
En 1698, du 28 août au 20 septembre, Louis XIV organise de grandes manœuvres militaires afin d'enseigner l'art de la guerre Louis de France duc de Bourgogne, son petit-fils. 
Les troupes étaient formées et campées sur deux lignes appuyant leur droite au village de Monchy et leur gauche à celui de Bienville. Le centre se trouvait ainsi placé en avant de Coudun où était situé le quartier général du roi, où le 9 septembre est organisée une revue générale des troupes (60 000 hommes, 50 bataillons, 52 escadrons, 44 pièces d'artillerie). Assistent à cette revue le roi d'Angleterre Jacques II et de nombreux représentants étrangers et les membres de la cour.
Le maréchal de Boufflers chargé de l'organisation de ce camp tient ses quartiers à Coudun dans l'ancienne ferme du château. Il y organise l'accueil et la restauration de tous les visiteurs de marque dans un faste et une profusion qui marqua tous ses hôtes, au point de faire l'objet d'une représentation dans l'almanach de l'année 1699.
En 1764, on dénombrait 152 feux dans la commune de Coudun.

Le camp de Coudun
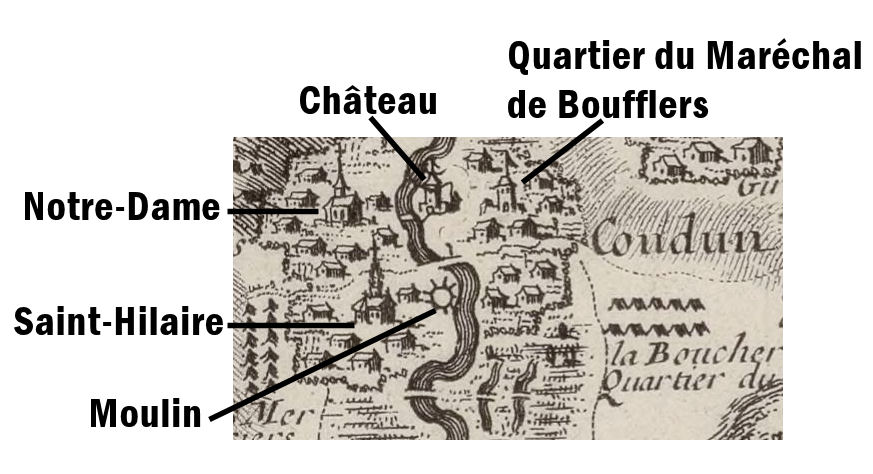
Coudun en 1698[50].
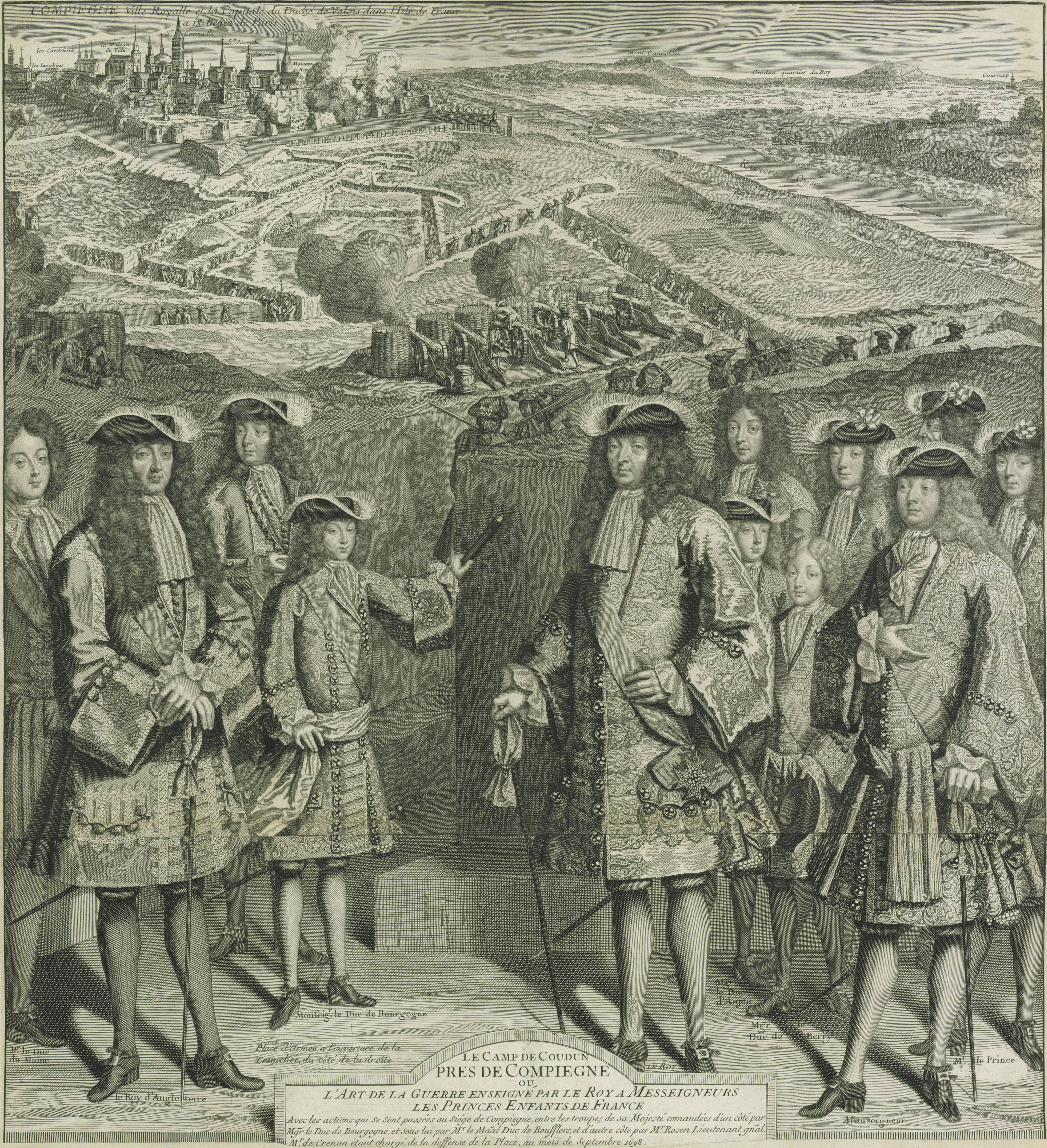
Louis XIV devant le campde Coudun.
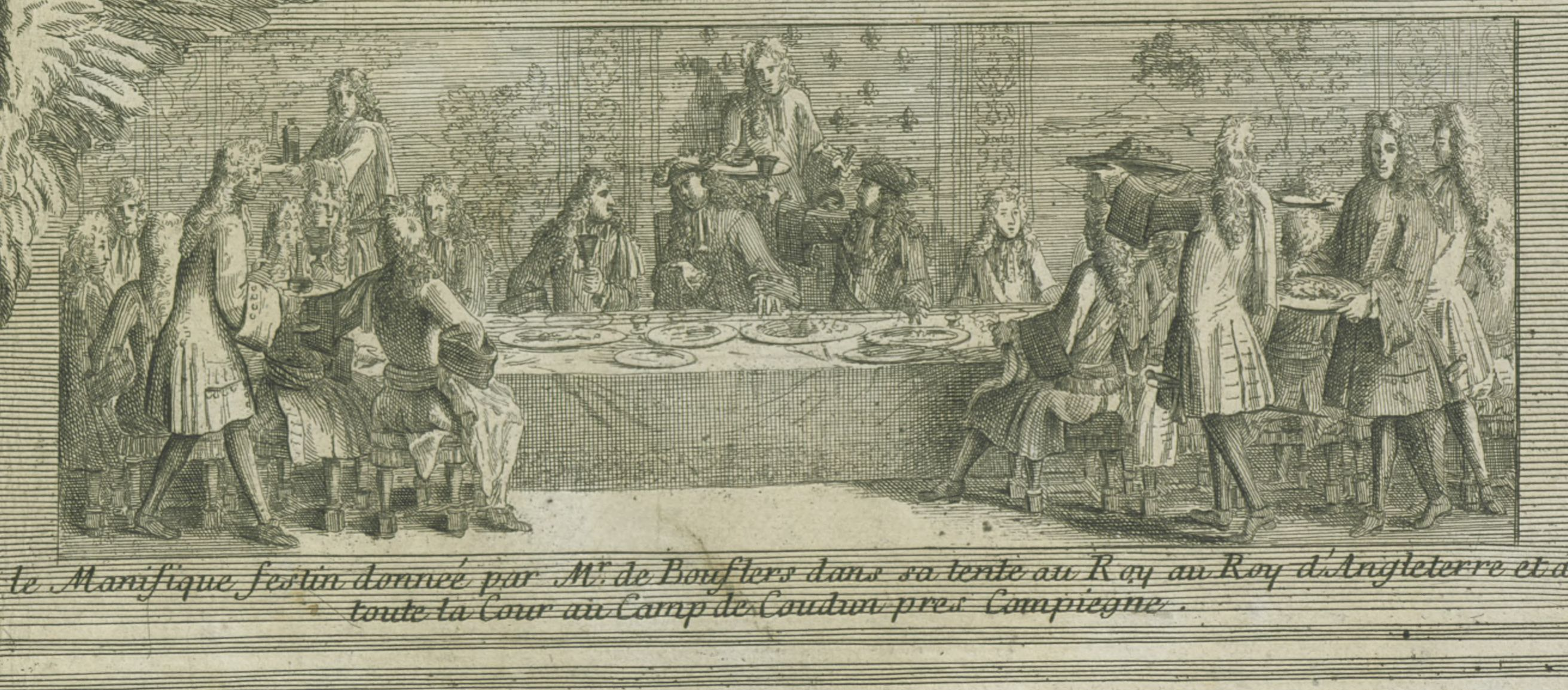
Extrait de l'almanach de 1699.

### Époque contemporaine
De 1793 à 1833, Coudun et Giraumont ne forment qu'une seule commune.

#### Camps et grandes manœuvres
De 1833 à 1847, six camps militaires, à l'image de celui de 1698, sont organisés en septembre à Compiègne. Ce sont à chaque fois environ 20 000 hommes et 4 500 chevaux qui séjournent durant plusieurs semaines dans le secteur de Compiègne, nécessitant un surcroit d'approvisionnements qui fait le bonheur des commerçants et des producteurs locaux. Le stationnement des troupes et les parades de revue s'effectuent sur le plateau de Margny essentiellement sur le territoire de la commune de Coudun. Les agriculteurs reçoivent une indemnisation pour l'occupation de leurs terres , les dégradations et les retards de mise en culture engendrés par le déroulement du camp.

#### Épidémie de choléra de 1849
En 1832, une première épidémie de choléra frappe la France entre mars et septembre, alors que Compiègne est touchée, Coudun est épargnée. Ce ne sera pas le cas lors de l'épidémie de 1849, alors que le taux moyen de mortalité dans la commune sur les dix années précédentes est de 2,6 %, il passe cette année-là à 6,1 % ; du 27 août au 25 septembre, 23 décès sont enregistrés sur un total annuel de 34.

#### Évolution de l'habitat
Dans les recensements de 1831 à 1866, il est fait mention de la nature des habitations en les classant en fonction de la nature de leur toiture.
En 1831, pour Coudun seule, on dénombre 131 maisons dont 99 sont couvertes en chaume, 30 ont un toit en tuile et 2 un toit en ardoise.
En 1841, 144 maisons, 76 couvertes en chaume, 65 en tuile et 3 en ardoise.
En 1866, 165 maisons, chaume 29, tuile 121, ardoise 15.

#### Sucrerie de Coudun

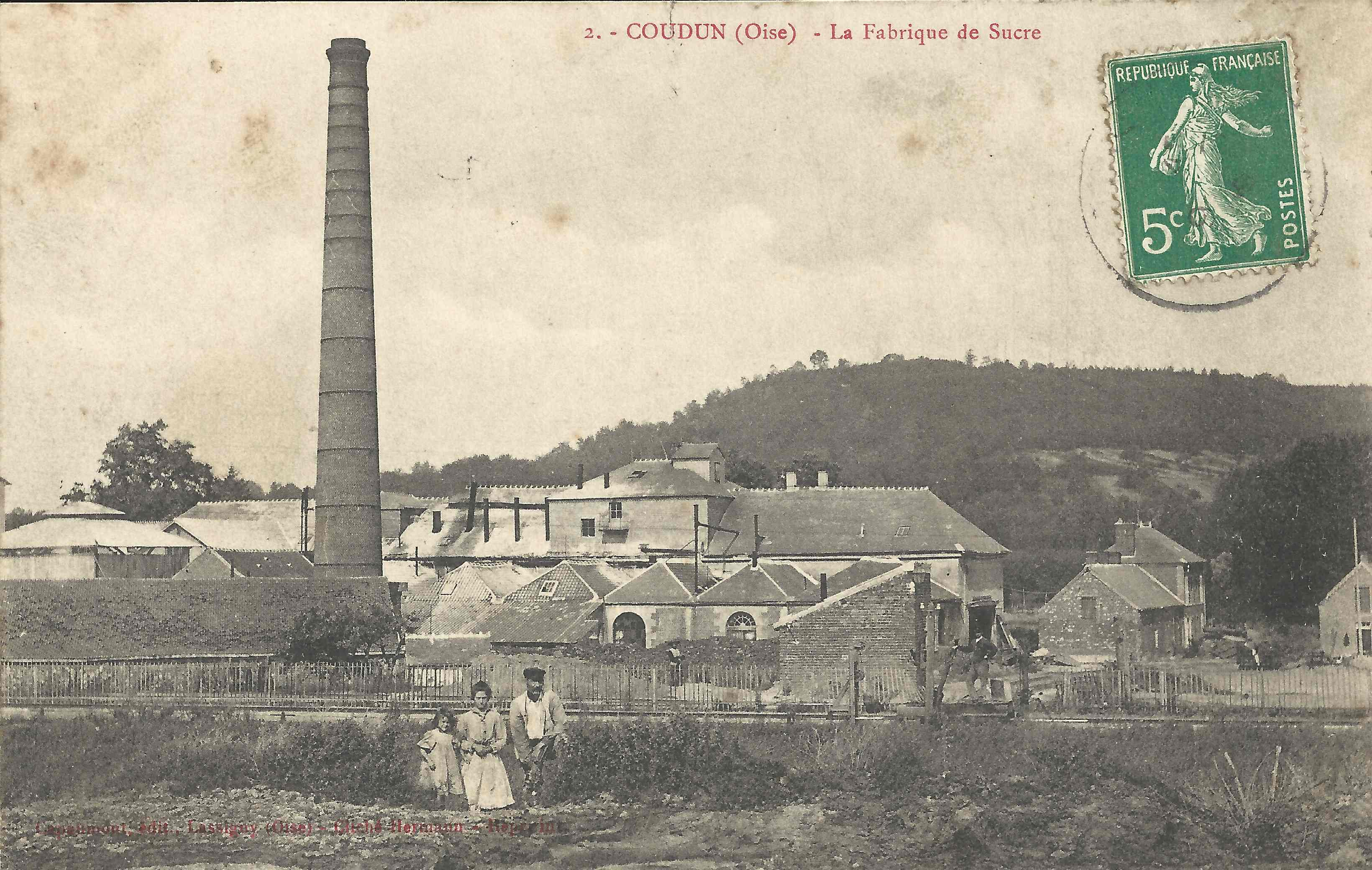
La sucrerie de Coudun en 1900.

En 1855, trois agriculteurs de Coudun, Bienville et Margny-lès-Compiègne fondent la « société Desmaret Vervelle et Cie » exploitant à Coudun une sucrerie équipée d'une machine à vapeur à cylindre vertical de 12 chevaux dont la chaudière est alimentée au charbon de terre (tourbe extraite localement dans les tourbières de Revennes et Braisnes).
En 1896, la sucrerie est rachetée par Joseph Fantauzzi qui l'équipe d'une unité de distillation.
Dans les années 1930, un transbordeur aérien à godets est installé entre le plateau et la sucrerie afin d'en faciliter l'approvisionnement. Les godets descendent les betteraves vers la sucrerie et remontent simultanément les pulpes vers le plateau. Quelques blocs de béton, vestiges des fondations des pylônes, sont encore visibles sur les bords du chemin de Compiègne et de l'ancien chemin de Coudun à Compiègne.
La sucrerie cesse son activité en 1966. Dans les années 1970, le site est reconverti en usine de reconditionnement de fûts métalliques par la société des Établissements Goux  qui ferme en 2007, activité reprise par la société Duo Métal en 2009 avec le concours du conseil régional de Picardie.

#### Guerre de 1870
À la suite de la Bataille de Sedan, les troupes prussiennes qui poursuivent leur avance sur Paris arrivent à Compiègne le 13 septembre 1870 et y séjourneront jusqu'en novembre 1871. Durant cette période l'armée prussienne rançonne les populations locales, contributions de guerre, impôts et réquisitions en nature sont imposées sous la menace. À la date du 24 septembre 1870, le garde du domaine de Rimberlieu indique dans ses carnets que 64 Prussiens sont venus à Coudun, Giraumont et Bienville pour réquisitionner du blé, de la farine et du lard salé.
Coudun versera au total 29 000 francs (essentiellement sous forme de réquisitions en nature estimées à 24 417 francs) ce qui fait d'elle la commune la plus touchée du canton de Ressons-sur-Matz avec une part de 11 % du total des contributions versées par les 22 communes du canton

#### Chemin de fer
En 1881, la ligne de Compiègne à Roye-Faubourg-Saint-Gilles, une ligne de  chemin de fer à voie unique  est mise en service. Son édification nécessita de détourner le cours de l'Aronde afin d'établir le pont qui l'enjambe (le pont de Fer).
Entre 1884 et 1914, le trafic voyageur est assuré par quatre aller-retours par jour entre Compiègne et Roye.
Durant la Première Guerre mondiale, d'octobre 1914 à mars 1917, cette voie ferrée longeant  la ligne de front, est d'un grand intérêt stratégique pour le ravitaillement, l'évacuation des blessés et les mouvements de troupes.
Le trafic voyageur est officiellement arrêté en 1939, (quelques trains circulèrent encore entre 1940 et 1942). À partir de 1945, seuls circulent des trains de marchandises desservant les  différents sites industriels situés le long de la ligne (sucreries de Coudun, Monchy Humières, scierie de Villers-sur-Coudun…).
En 1985, le seul trafic se réduit au passage d'un train par semaine à destination du site Totalgaz de Ressons-sur-Matz.
À la fin des années 1990, la voie est définitivement coupée à l'entrée de Coudun lors de la construction de la voie rapide RN 1032, mettant un terme définitif  à son utilisation.

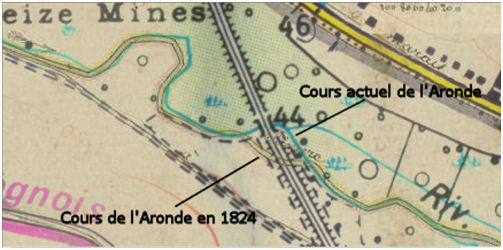
Détournement du cours de l'Aronde. Superposition du cadastre napoléonien de 1824 et de la carte IGN de 1995.
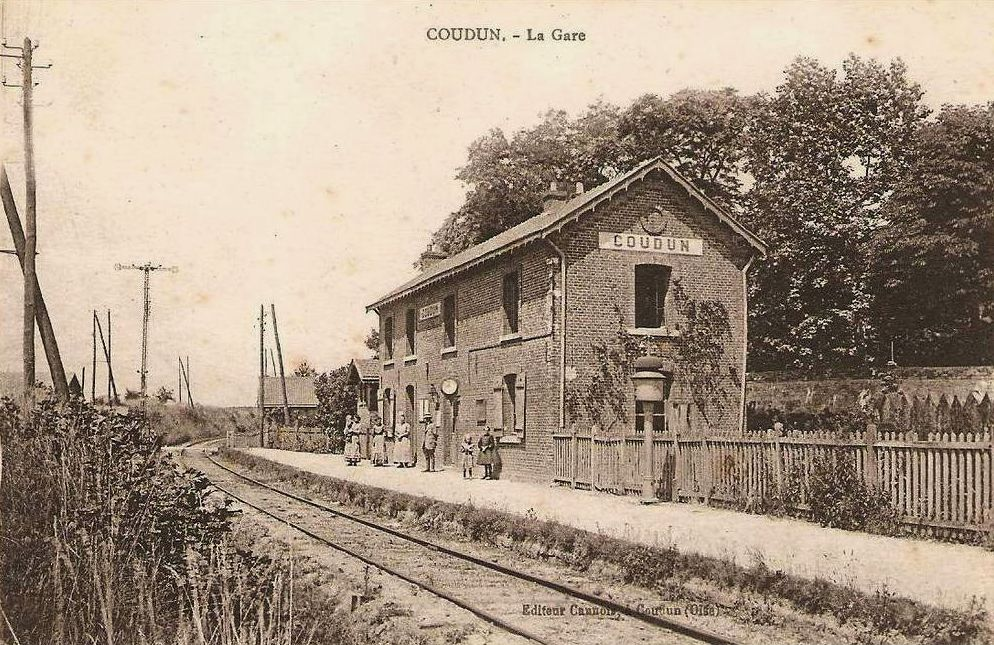
La station du chemin de fer au début du XXe siècle.

#### Première Guerre mondiale

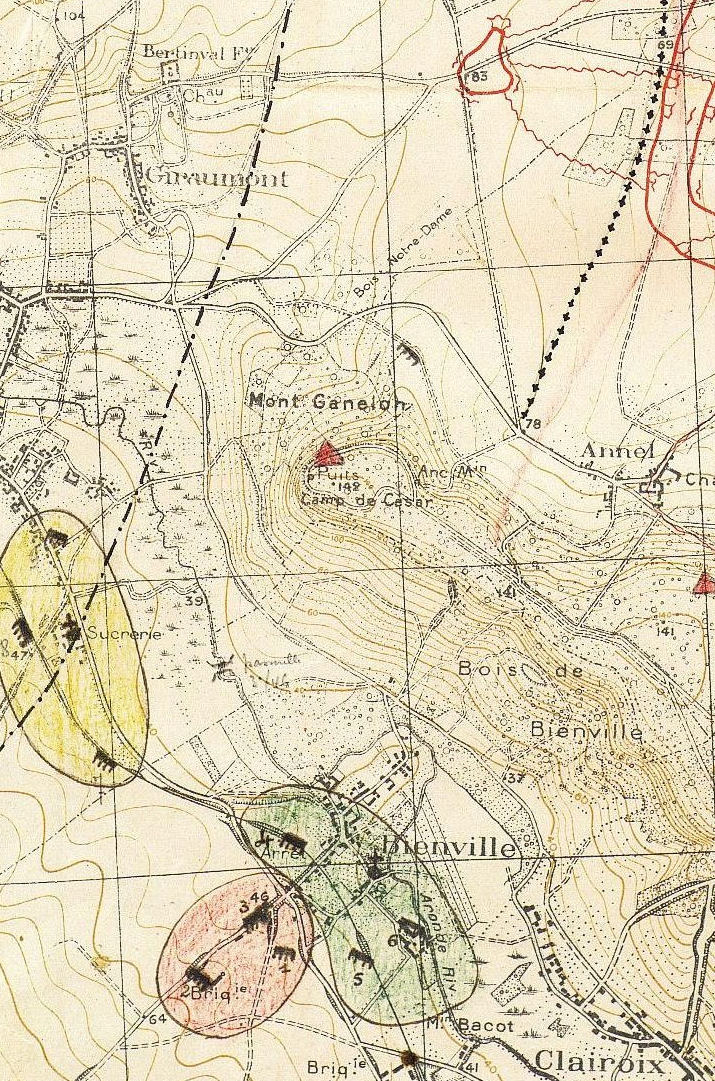
Position des batteries du 46e RAC - juin 1918 - Doc ministère de la Défense - Mémoire des Hommes.

Fin août 1914, les premières troupes allemandes arrivent à Compiègne par le haut de Margny-lès-Compiègne, Coudun en contrebas du plateau n'échappe pas aux razzias menées par l'envahisseur dans le secteur pour ravitailler ses troupes. À partir d'octobre 1914 et jusqu'en mars 1917, le front se fixe à une quinzaine de kilomètres au nord, Coudun est alors un lieu de cantonnement des troupes, situé dans la zone des armées. Le secteur en 1914 et 1915 est sous le contrôle du 13e Corps d'armée, puis sous celui 2ᵉ Corps d'armée coloniale en 1916. 
En juin 1918, lors de la bataille du Matz, les batteries d'artillerie des 46e et 58e RAC sont positionnées à Coudun qui devient alors une cible pour l'artillerie et l'aviation allemande causant des destructions dans le centre du village. Du 13 au 30 juin 1918 le 58e RAC tire 33 000 obus, ses pertes s'élèvent à 20 tués, 83 blessés, 12 canons détruits.

Coudun pendant la Première Guerre mondiale
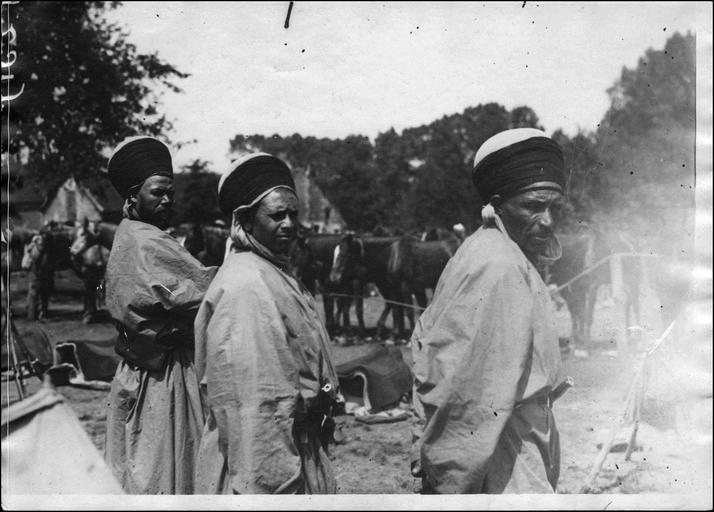
Spahis au camp de Coudun
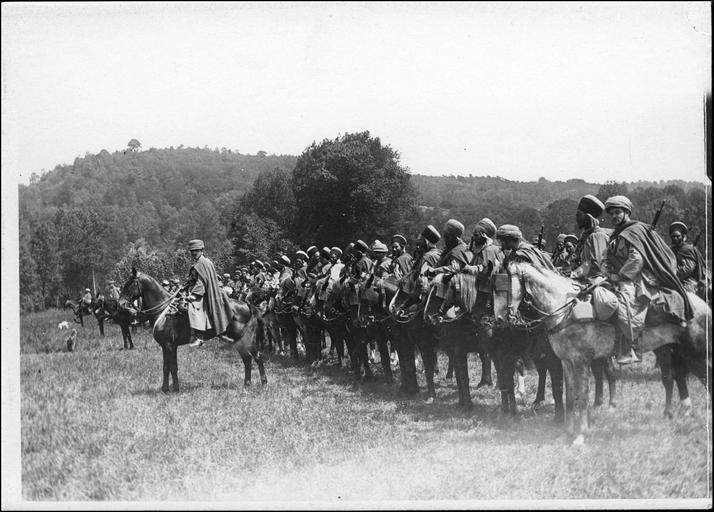
Cavaliers du 2e RMSA
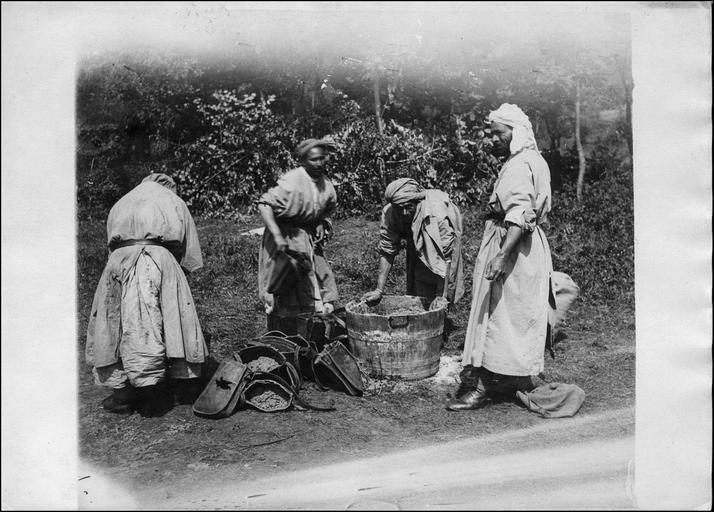
Spahis préparant du son pour les chevaux

## Politique et administration

### Rattachements administratifs et électoraux

#### Rattachements administratifs
La commune se trouve dans l'arrondissement de Compiègne du département de l'Oise.
Elle faisait partie depuis 1801 du canton de Ressons-sur-Matz. Dans le cadre du redécoupage cantonal de 2014 en France, cette circonscription administrative territoriale a disparu, et le canton n'est plus qu'une circonscription électorale.

#### Rattachements électoraux
Pour les élections départementales, la commune fait partie depuis 2014 du canton d'Estrées-Saint-Denis
Pour l'élection des députés, elle fait partie de la sixième circonscription de l'Oise.

### Intercommunalité
Coudun est  membre de la communauté de communes du Pays des Sources, un établissement public de coopération intercommunale (EPCI) à fiscalité propre créé en 1997 et auquel la commune a transféré un certain nombre de ses compétences, dans les conditions déterminées par le code général des collectivités territoriales. Elle en est  l'un de ses trois pôles d'activité, avec Ressons sur Matz et Lassigny.

### Liste des maires
| Période     | Période       | Identité                        | Étiquette    | Qualité |
| ----------- | ------------- | ------------------------------- | ------------ | --- |
| 1801        | 1813          | Jean-Baptiste Quilliet          |              | Cultivateur (51 ans en 1801) |
| 1813        | 1816          | Louis-Pierre Sallembien         |              | Cultivateur (47 ans en 1813) |
| 1816        | 1822          | Jean-François Desmarest         |              | Cultivateur (25 ans en 1816) |
| 1822        | 1831          | Louis-Pierre Sallembien         |              | Cultivateur (56 ans en 1822) |
| 1831        | 1837          | Jean-François Desmarest         |              | Cultivateur (40 ans en 1831) |
| 1837        | 1853          | Noël Desmarest                  |              | Cultivateur (44 ans en 1837) |
| 1853        | 1858          | Eloi-Joseph Cucu                |              | Cultivateur (64 ans en 1853) |
| 1858        | 1871          | François Joly                   |              | Propriétaire (50 ans en 1858) |
| 1871        | 1881          | Alfred Leguillon                |              | Directeur de la sucrerie (48 ans en 1871) |
| 1881        | 1891          | Emile Henniet dit Masson        |              | Cultivateur (64 ans en 1881) |
| 1891        | 1900          | Justin Alexandre                |              | Cultivateur (58 ans en 1891) |
| 1900        | 1904          | Elisée Daniel                   |              | Rentier (64 ans en 1900) |
| 1904        | 1919          | Jules-Edmond (dit Paul) Gueudet |              | Cultivateur (35 ans en 1904) |
| 1919        | 1922          | Eugène Caulier                  |              | Tailleur Marchand de tissus (63 ans en 1919) |
| 1922        | 1928          | Léon-Paul Loire                 |              | Cultivateur (28 ans en 1922) |
| 1928        | 1942          | Emile Gelle                     |              | Rentier (59 ans en 1928) |
| 1942        | 1945          | Jules Fantauzzi                 |              | Directeur de la Sucrerie (61 ans en 1942) |
| 1945        | 1953          | Louis Lefevre                   |              | |
| 1953        | 1965          | André Loire                     |              | Agriculteur |
| 1965        | 1971          | Gérard Fantauzzi                |              | |
| 1971        | 1983          | Pierre Richard                  |              | Chef d'entreprise |
| 1983        | 1987          | André Gueriot                   |              | |
| 1987        | avril 2014    | Joseph Sanguinette              | Apparenté PS | Enseignant retraité Conseiller général de Ressons-sur-Matz (1998 → 2015) Vice-président du conseil général de l'Oise (? → 2015) Vice-président de la CC du Pays des Sources (1997 → ?) |
| avril 2014  | mai 2020      | Bernard Formont                 | SE           | Retraité du secteur privé |
| mai 2020    | avril 2022,   | Gilles Ambeza                   |              | Empoyé retraité Ancien président du comité des fêtes Mandat écourté par la démission d'une partie du conseil municipal .                                                               |
| avril 2023, | décembre 2023 | Jean-Marie Coulon               |              | Retraité du secteur privé Mort en fonction |

## Équipements et services publics

### Eau et déchets
Un méthaniseur, l'un des premiers installés dans l'Oise, a été mis en service dans la commune en 2016 par une initiative privée,. Son extension est envisagée pour porter sa capacité de traitement à 96 tonnes brutes par jour, soit 35 000 tonnes brutes par an.

### Enseignement
Les enfants de la commune sont scolarisés avec ceux de Giraumont dans le cadre d'un regroupement pédagogique intercommunal (RPI).
L'école maternelle de coudun est reconstruite en 2021, après un incendie qui a rendu inutilisable le bâtiment en 2019,. La création d'un local périscolaire distinct des locaux de la cantine est prévu en 2021.

## Population et société

### Démographie

#### Évolution démographique
L'évolution du nombre d'habitants est connue à travers les recensements de la population effectués dans la commune depuis 1793. Pour les communes de moins de 10 000 habitants, une enquête de recensement portant sur toute la population est réalisée tous les cinq ans, les populations de référence des années intermédiaires étant quant à elles estimées par interpolation ou extrapolation. Pour la commune, le premier recensement exhaustif entrant dans le cadre du nouveau dispositif a été réalisé en 2007.

En 2022, la commune comptait 1 054 habitants, en évolution de +1,54 % par rapport à 2016 (Oise : +0,87 %, France hors Mayotte : +2,11 %).
| 1793 | 1800 | 1806 | 1821 | 1831 | 1836 | 1841 | 1846 | 1851 |
| ---- | ---- | ---- | ---- | ---- | ---- | ---- | ---- | ---- |
| 780  | 731  | 797  | 795  | 801  | 544  | 542  | 582  | 570  |

| 1856 | 1861 | 1866 | 1872 | 1876 | 1881 | 1886 | 1891 | 1896 |
| ---- | ---- | ---- | ---- | ---- | ---- | ---- | ---- | ---- |
| 593  | 615  | 638  | 668  | 675  | 653  | 625  | 640  | 637  |

| 1901 | 1906 | 1911 | 1921 | 1926 | 1931 | 1936 | 1946 | 1954 |
| ---- | ---- | ---- | ---- | ---- | ---- | ---- | ---- | ---- |
| 669  | 647  | 643  | 659  | 692  | 690  | 705  | 682  | 713  |

| 1962 | 1968 | 1975 | 1982 | 1990 | 1999 | 2006 | 2007 | 2012 |
| ---- | ---- | ---- | ---- | ---- | ---- | ---- | ---- | ---- |
| 754  | 755  | 748  | 902  | 946  | 951  | 926  | 921  | 906  |

| 2017  | 2022  | - | - | - | - | - | - | - |
| ----- | ----- | - | - | - | - | - | - | - |
| 1 062 | 1 054 | - | - | - | - | - | - | - |

En 1793, Giraumont fut intégrée à la commune de Coudun et ce jusqu'en 1833 où elle devient une commune indépendante de Coudun, ce qui explique la diminution importante de la population entre les années 1831 et 1836 dans les données statistiques.
Dans les recensements de 1851 à 1872, le maire devait, dans le récapitulatif, indiquer les raisons d'une variation de la population communale.
Ainsi peut-on lire les informations suivantes :
- 1851 : « Diminution (-12) de la population due au choléra » (Voir § 3.5.2)
- 1856 : « Augmentation (+23) due à des ouvriers employés à la sucrerie » (fondée en 1855)
- 1861 : « Augmentation(+22) due à l'ensemble des travaux agricoles et industriels qui existent dans la commune et qui amènent des étrangers avec leur famille » (Bien que le recensement me fasse apparaître qu'un couple de nationalité belge sans enfant et un Polonais marié avec une Française et un enfant donc trois étrangers parmi les 22 nouveaux habitants)
- 1866 : « Augmentation (+23) due à l'activité de la sucrerie »
- 1872 : « Augmentation (+30) due à des naissances en excès par rapport aux décès et à l'arrivée de deux familles de Giraumont »

En 1982, augmentation de la population de 20 %, due à l'aménagement par la municipalité d'une zone pavillonnaire de 65 parcelles sur les terrains situés entre le village et la voie ferrée ; création de la rue des Acacias et de la rue des Rosiers.

#### Pyramide des âges
En 2018, le taux de personnes d'un âge inférieur à 30 ans s'élève à 30,1 %, soit en dessous de la moyenne départementale (37,3 %). À l'inverse, le taux de personnes d'âge supérieur à 60 ans est de 28,6 % la même année, alors qu'il est de 22,8 % au niveau départemental.
En 2018, la commune comptait 523 hommes pour 544 femmes, soit un taux de 50,98 % de femmes, légèrement inférieur au taux départemental (51,11 %).
Les pyramides des âges de la commune et du département s'établissent comme suit.
| Hommes | Classe d’âge | Femmes |
| ------ | ------------ | ------ |
| 0,2    | 90 ou +      | 1,0    |
| 6,6    | 75-89 ans    | 8,9    |
| 21,0   | 60-74 ans    | 19,7   |
| 19,8   | 45-59 ans    | 18,2   |
| 23,5   | 30-44 ans    | 20,9   |
| 12,3   | 15-29 ans    | 14,9   |
| 16,6   | 0-14 ans     | 16,5   |

| Hommes | Classe d’âge | Femmes |
| ------ | ------------ | ------ |
| 0,5    | 90 ou +      | 1,4    |
| 5,5    | 75-89 ans    | 7,6    |
| 15,6   | 60-74 ans    | 16,3   |
| 20,8   | 45-59 ans    | 20     |
| 19,4   | 30-44 ans    | 19,4   |
| 17,6   | 15-29 ans    | 16,2   |
| 20,6   | 0-14 ans     | 19,1   |

## Culture locale et patrimoine

### Lieux et monuments
- L'église Saint-Hilaire, de style roman, construite en 1109, par Raoul seigneur châtelain de Coudun, l'un des rares édifices romans complet et intact de la région, est classée monument historique[85].
Son plan est constitué d'une nef de 3 travées avec bas-côtés, puis une travée supportant le clocher entourée de deux chapelles formant ensemble un croisillon. L'ensemble se poursuit par et le chœur constitué d'une travée droite terminée par une abside en hémicycle. 
Dans l'édifice se trouve une poutre de gloire du XVIe siècle et l'autel  avec tabernacle et retable, du XVIIIe siècle[86].

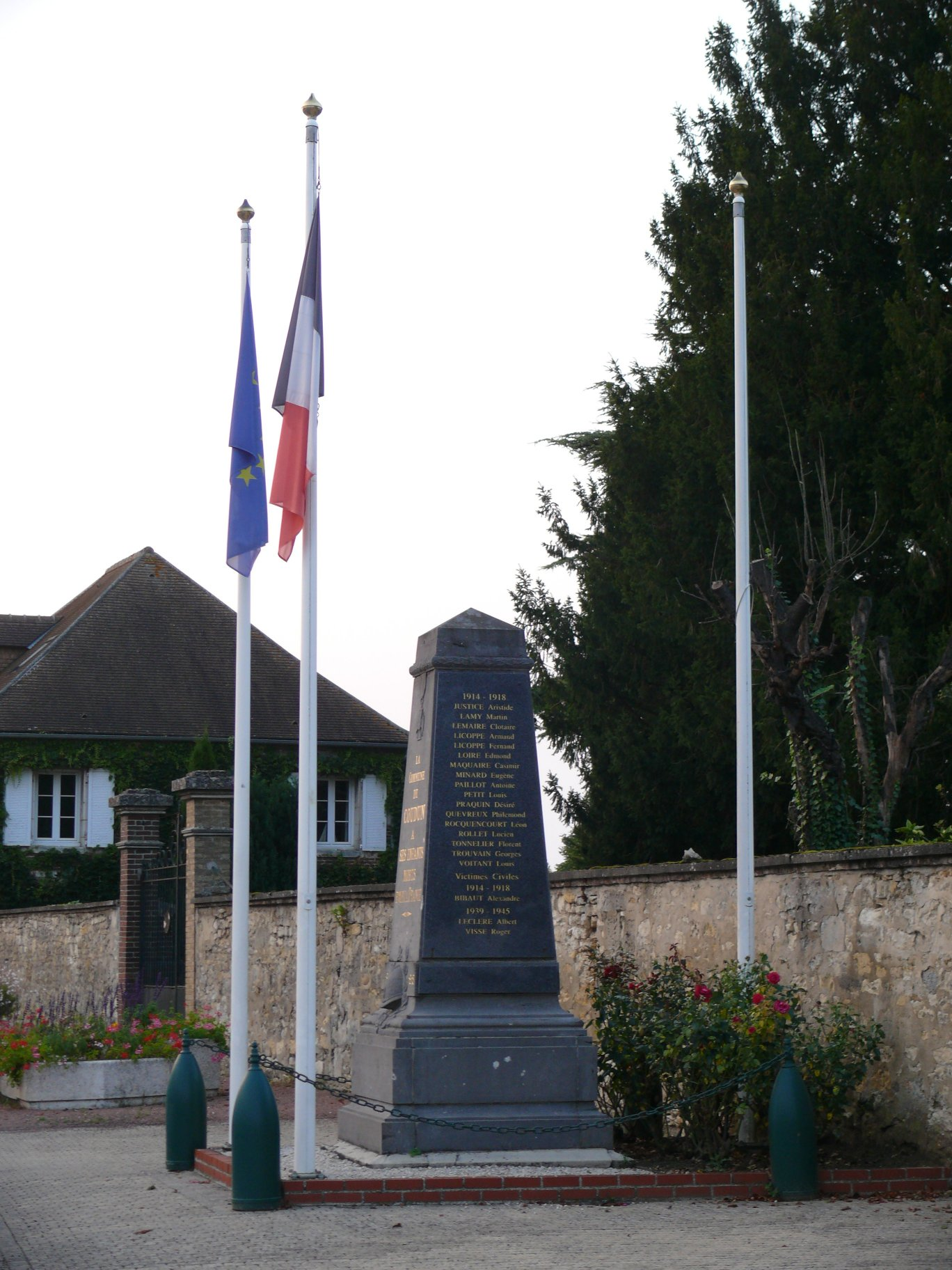
Le monument aux morts.
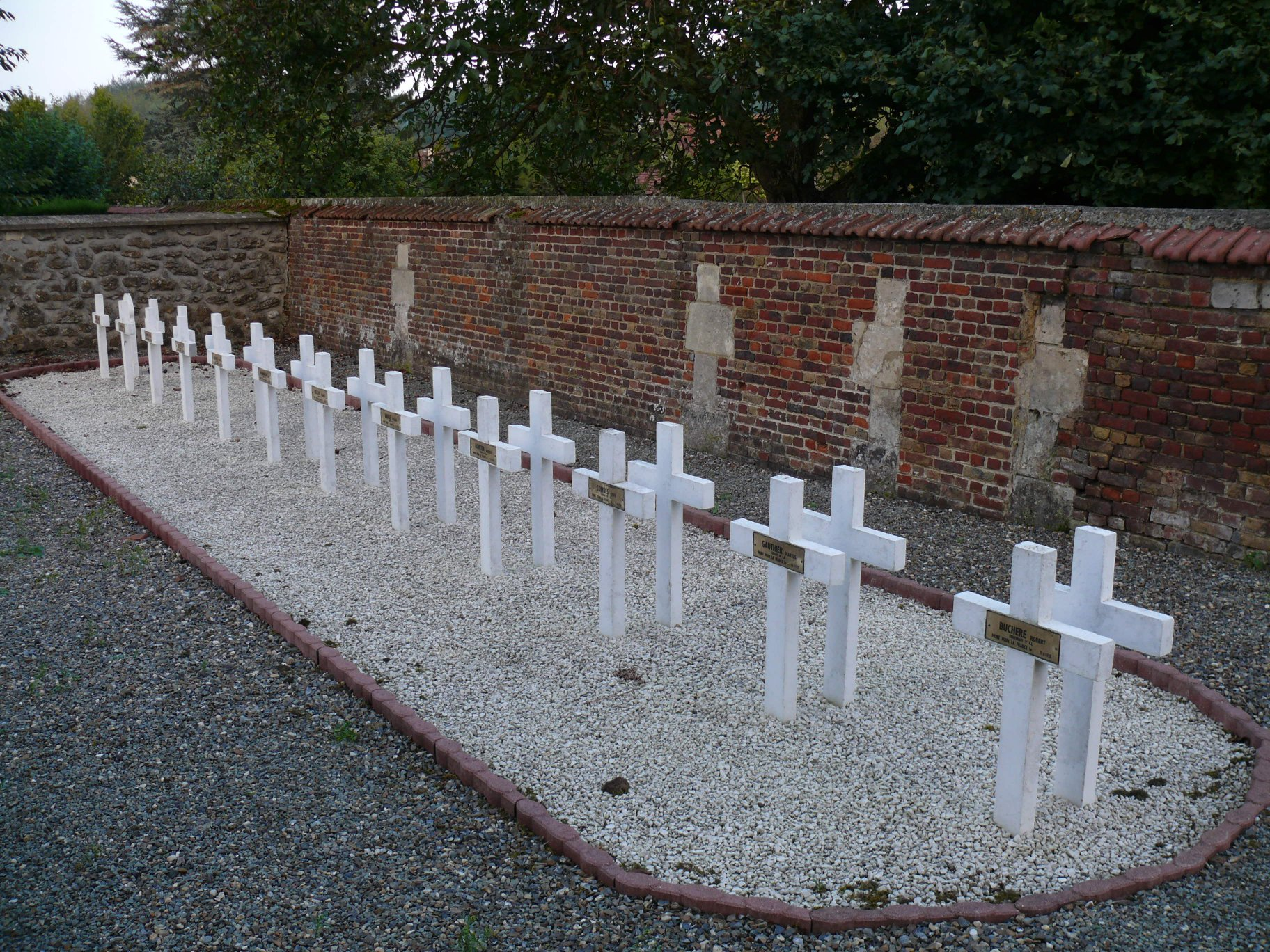
Carré militaire français du cimetière de l'église.

### Personnalités liées à la commune
- Agnès Sorel née en 1422 probablement  à Coudun, morte en 1450, fille de Jean Sorel, ou Soreau, châtelain et seigneur de Coudun, est connue pour avoir été la favorite du roi de France Charles VII.

### Héraldique
| Blason de Coudun | Blason  | Parti : au premier de gueules à la fasce d'argent (seigneur de Coudun), au second d'argent fretté de douze pièces de sable (famille D'Humières). |
| Blason de Coudun | Détails | Le statut officiel du blason reste à déterminer.                                                                                                 |

## Pour approfondir